# Doyoung (chanteur)
Kim Dong-young (김 동영) né le 1er février 1996 à Guri, est un chanteur, acteur et animateur sud-coréen. Il est membre du groupe NCT.   

## Biographie
Doyoung est membre du groupe sud-coréen NCT et de ses sous-unités NCT U, NCT 127 et NCT DoJaeJung. Il a fait ses débuts en tant que membre de l'unité de rotation NCT U en avril 2016 et est devenu membre de l'unité fixe NCT 127 basée à Séoul en janvier 2017. Il a ensuite rejoint l'unité fixe NCT DoJaeJung en avril 2023.
Doyoung s'est également exercé au métier d'acteur. Après avoir tenu un rôle secondaire dans la troisième saison de la série dramatique Midnight Cafe - The Curious Stalker et campé Axel de Fersen dans la comédie musicale Marie-Antoinette en 2021, il joue dans la websérie Dear X Who Doesn't Aime-moi (2022).
À la télévision, Doyoung est apparu dans l'émission de beauté Lipstick Prince (2016-2017) et dans l'émission de variétés Law of the Jungle (2019) et est actuellement membre de la distribution de Master in the House.
Doyoung a également animé l'émission musicale Show Champion (2015) et Inkigayo (2017-2018).
Il retrouve le domaine de la comédie musicale en 2025 avec The Man Who Laughs.